# 펠로타
펠로타(Pelota), 또는 바스크 펠로타는 벽을 향해 공을 튀겨 상대방을 공격하는 스포츠로, 바스크의 스포츠이다. 작은 채를 들고 벽을 향해 공을 튀겨서 상대방을 공격한다. 미국 팬아메리카 종목중 하나로 지정되어 있는데, 많은 사람들에게 알려져 있지 않은 스포츠 중 하나이다. 선수들은 버드나무 잔가지로 만든 길고 구부러진 주걱 모양의 세스타라는 도구를 팔에 낀채 공을 던지고 받는 경기이다.
이 종류의 게임의 뿌리는 그리스와 기타 고대 문화로 거슬러 올라간다. 펠로타(pelota)라는 용어는 저속한 라틴어 용어인 필로타(ball game)에서 유래했을 것으로 추정된다. 이것은 필루스(모피 또는 머리카락)로 채워진 단단한 리넨이나 가죽 공과 관련될 수 있는 단어 필라(pila)의 축소형 형태이다. 또는 스트라이크 또는 스페이드를 의미하는 라틴어 단어와 관련될 수 있으며 영어 단어 펠렛과 관련된다.
오늘날 바스크 펠로타는 여러 나라에서 플레이된다. 유럽에서는 이 스포츠가 스페인과 프랑스, 특히 바스크 지방에 집중되어 있다. 이 스포츠는 아르헨티나, 칠레, 우루과이, 쿠바와 같은 라틴 아메리카 국가에서도 진행된다. 하이알라이(jai alai)라는 게임 기업으로 운영되며 플로리다, 코네티컷, 네바다, 로드아일랜드 등 미국 일부 지역에서 볼 수 있다.
발렌시아주에서는 발렌시아 필로타가 국가 스포츠로 간주된다. 벨기에, 이탈리아 북부, 멕시코, 아르헨티나에서도 플레이된다.
창설 이후 바스크 펠로타 국제 연맹은 고정된 볼 무게, 규칙 및 코트 크기를 사용하여 다양한 품종을 4가지 양식과 14가지 종목으로 표준화했다. 4가지 양식(30미터(33야드) 벽, 36미터(39야드) 벽, 54미터(59야드) 벽 및 장신구)은 맨손 사용, 가죽공, 고무공, 팔레타(펠로타) 등 14가지 종목을 허용한다. 14개 종목 중 2개 종목은 남성과 여성 모두가 플레이한다(프론테니스와 트린케테의 고무 펠로타). 나머지 12개는 남자들만 플레이한다. 이를 통해 국제 수준에서 챔피언십 플레이가 가능하며 동일한 규칙을 사용하여 전 세계의 선수와 팀이 참여할 수 있다. 그러나 이에 대한 비판도 있다. 순수주의자들은 각 특정 양식의 원래 특성 중 일부가 손실될 수 있다고 주장할 수 있기 때문이다.
보호를 받더라도 사고는 발생한다. 공이 시속 200km(120mph)로 쉽게 이동하므로 안전 장비를 제대로 사용하지 않거나 전혀 사용하지 않으면 펠로타가 사망할 수 있다. 드물지만 가끔 사망하는 경우도 있다.

## 같이 보기
- 스쿼시
- 베이스볼5